# Coptops annobonae
Coptops annobonae là một loài bọ cánh cứng trong họ Cerambycidae.